# Oncoba laurina
Oncoba laurina là một loài thực vật có hoa trong họ Liễu. Loài này được (C. Presl) Warb. ex Engl. & Prantl mô tả khoa học đầu tiên năm 1894.